# 原政雄
原 政雄（はら まさお、1934年8月10日 - ）は、日本のプロゴルファー。
弟の原孝男もプロゴルファー。

## 来歴
1957年にホームコースの鷹之台CCで行われた産経招待で中村寅吉の2位、日本プロでは1964年に弟・孝男と並んでの6位タイ、1968年には河野高明・杉原輝雄と並んでの10位タイに入った。
1971年のブリヂストントーナメントでは4位タイに入り、1977年の関東プロでは初日を田原紘・草壁政治と共に3アンダー69の7位タイでスタートした。
1976年のサントリーオープンでは初日を青木功・上野忠美・平野勝之・矢部昭・謝敏男&郭吉雄（中華民国）、ミヤ・アエ（ビルマ）、ロジャー・モルトビー&オービル・ムーディ&ロン・ヒンクル（アメリカ）と共に69をマークして9位タイでスタートした。
シニア転向後の1988年には飛騨高山シニアカップで三浦勝利を抑え、1994年には鳳凰カップスーパーシニアで優勝。
日本プログランドシニアでは1994年に優勝し、1999年には木本挙国・内田袈裟彦と並んでの6位タイに入った。
関東プログランドシニアでは2000年に7位、2001年には5位に入った。　
関東プロゴールドシニアでは2002年に陳清波と並んで佐藤精一の2位タイ、2004年には3位タイ、2005年には初日にエージシュートを達成して小川貞雄・内田袈裟彦・佐藤精一に次ぐ4位、2006年には最終日に小針春芳・陳清・内田袈と共にエージシュートを達成し、陳清と並んでの5位タイ、2007年には陳清と並んでの5位タイに入った。
日本プロゴールドシニアでは2002年に陳清・佐藤に次ぐ4位、2004年には松田司郎と並んでの6位タイ、2006年には陳清&陳健忠（中華民国）と並んでの8位タイ、2007年には7位タイに入った。

## 主な優勝
- 1988年 - 飛騨高山シニアカップ
- 1994年 - 鳳凰カップスーパーシニア、日本プログランドシニア